# MiG 골목

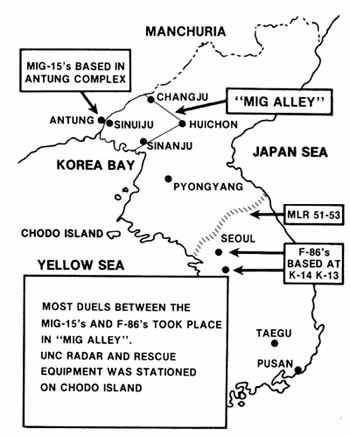
6.25 전쟁 중 공중전 지도.

MiG 골목은 6.25 전쟁 중에 유엔(UN) 비행기 조종사들이 조선민주주의인민공화국 북서부 일부에 부여한 이름으로, 압록강이 황해와 맞닿는 곳이다. 그곳은 유엔 전투기 조종사들과 그들의 대적인 조선민주주의인민공화국(일부는 소련 비행사들에 의해 비공식적으로 조종되었다) 및 중화인민공화국과의 많은 도그파이트가 벌어진 곳이었다. 소련 제조의 미코얀-구레비치 MiG-15가 대부분의 전투에서 사용되었고, 이 지역의 별명은 이것들에서 파생되었다. 이곳은 노스아메리칸 F-86 세이버를 사용하여 첫 대규모 제트 전투가 발생한 곳이다.

## 역사

### 1950년

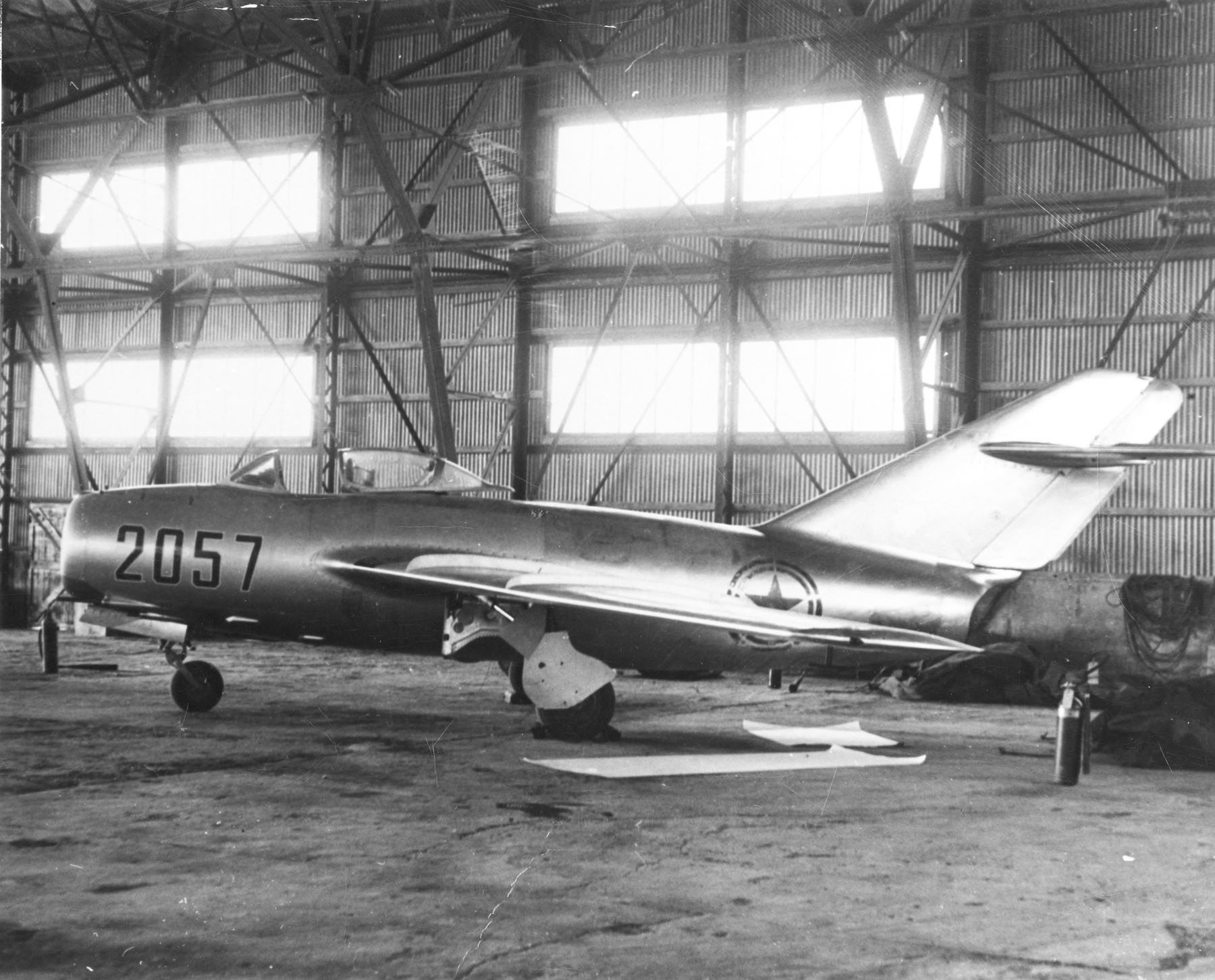
노금석이 미국 공군에 넘겨준 MiG-15.

조선민주주의인민공화국은 1950년 6월 25일에 제2차 세계 대전에서 보유했던 소수의 소련 항공기를 가지고 대한민국을 상대로 전쟁을 시작했다. 이 항공기들은 훈련이 부족하고 경험이 없는 조종사들이 조종했다. 미국과 그 동맹국들이 UN에 공군 부대를 파견한 후, 조선인민군 공군은 빠르게 소진되었다. 몇 달 동안 프로펠러 엔진 폭격기와 전투기(B-29, P-51 무스탕) 및 초기 제트 전투기(F-80 슈팅 스타, F-84 썬더젯, 그러먼 F9F 팬서)가 한반도 상공에서 거의 저항 없이 비행했다.
10월에 주요 공산 강국인 중화인민공화국과 소련은 조선민주주의인민공화국에 대한 비공식적인 군사 지원을 시작했다. 소련은 또한 조선민주주의인민공화국과 중화인민공화국에 최신 MiG-15 전투기를 공급하고, 조선인민군과 중국인 조종사들을 훈련시키기로 약속했다. 중화인민공화국은 1950년 10월 25일에 조선민주주의인민공화국을 지원하기 위해 공식적으로 전쟁에 참전했다. 초기에는 지상군 병력에서 UN군을 압도했지만, 당시 중국 인민해방군 공군은 규모가 작았고 조선인민군 공군보다 나은 장비를 갖추지 못했다.
소련은 공식적으로 전쟁에 참전하지 않았지만, 1950년 11월 1일 소련 공군의 제64전투기항공군단이 중국 인민해방군 공군에 배속되어 제1연합공군 산하로 들어갔다. 같은 날, 소련 조종사들이 조종하는 MiG-15가 조선민주주의인민공화국 상공에서 작전을 시작했고, 약 15대의 미국 공군 P-51 무스탕이 지상 지원 임무를 수행하는 동안 소련 공군의 8대 MiG-15가 이를 요격하면서 MiG-15와 미국 항공기 간의 첫 충돌이 발생했다. 표도르 V. 치즈 중위는 무스탕 조종사 애런 리처드 애버크롬비 중위를 격추하여 사망시켰다. 그날 늦게 제트기 간의 첫 공중전이 발생했는데, MiG-15 3대가 약 10대의 미국 공군 F-80을 공격했다. F-80C에 탑승한 프랭크 L. 반 시클 주니어 중위는 사망했지만, 미군 기록에 따르면 그는 대공포에 의해 격추되었다. 세묜 F. 호미니치 중위(일부 자료에서는 Jominich로 언급됨)는 소련 당국에 의해 격추로 인정되었다. 1950년 11월 9일, MiG-15는 처음으로 전투에서 파괴되었는데, 미국 해군의 윌리엄 T. 아멘 소령이 F9F-2B 팬서에 탑승하여 미하일 F. 그라체프 대위를 격추하여 사망시켰다.
MiG-15의 배치에 대응하여 UN의 P-51 비행대대는 제트 전투기로 전환하기 시작했다. 미국 공군의 경우 F-86 세이버였다.

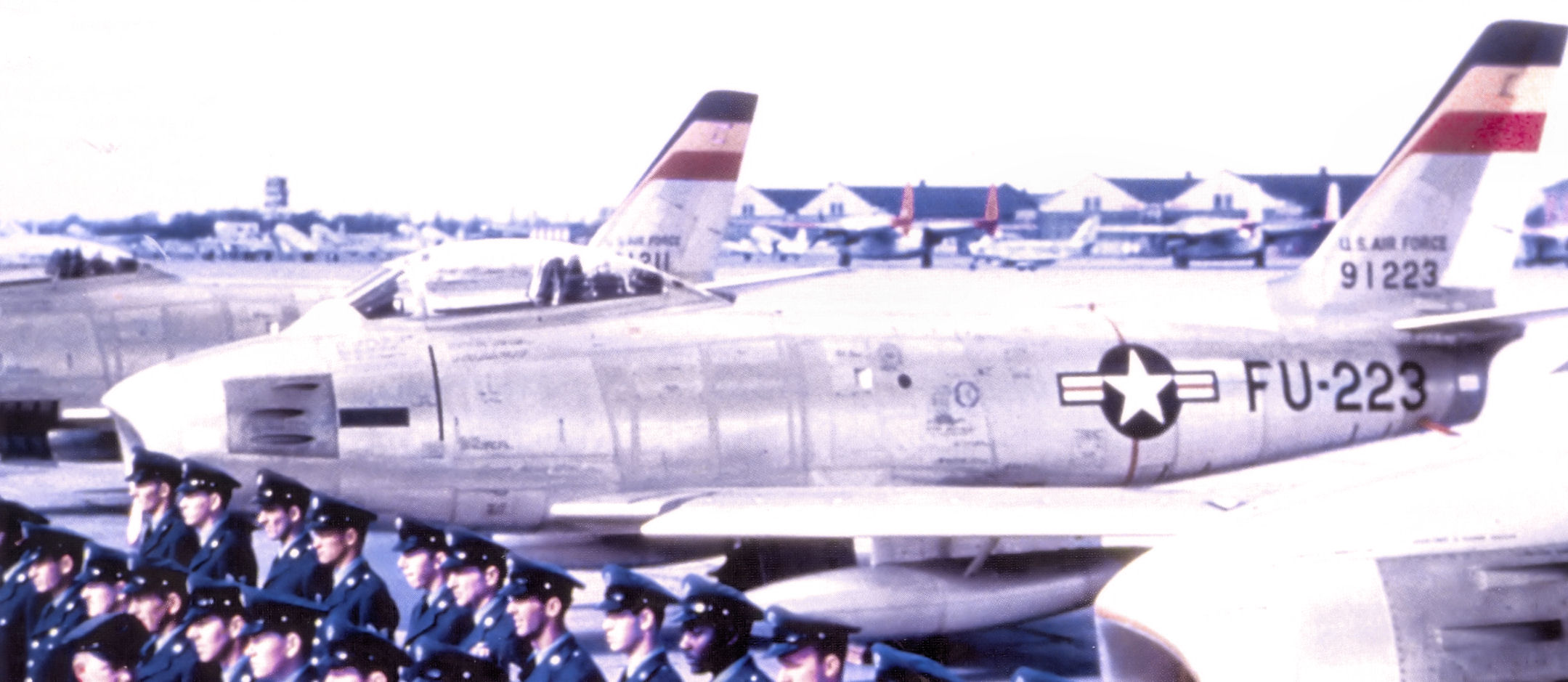
F-86A-5-NA 세이버 49-1223. 이 항공기는 한반도에서 제4전투비행단 제335전투요격비행대대와 함께 복무했다. 1952년 2월 3일 원산 근처에서 MiG에 의해 격추되었고 조종사는 탈출했다.

UN군사령부의 상설 명령은 조종사들이 중국 국경을 넘는 것을 금지했다. 12월 17일, 브루스 H. 힌튼 중령은 제336전투비행대대의 세이버 4기 편대를 이끌고 압록강을 따라 왕복 485-마일 (780 km)의 순찰을 통해 MiG 조종사들을 전투로 유인하려 했다. 세이버 조종사들은 레이더 화면에 세이버가 더 느린 항공기처럼 보이도록 시속 475 mph (765 km/h) 이하로 비행했다. 느린 속도와 각 F-86에 두 개의 120-미국-갤런 (450 l; 100 imp gal) 외부연료탱크는 최대 비행 시간을 제공했다. 이륙 40분 후 세이버들은 고도 32,000 피트 (9,800 m)에서 압록강에 접근하고 있었다. 세이버들보다 고도 7,000 피트 (2,100 m) 아래에서 4대의 MiG가 발견되었고 그들 아래를 지나갈 참이었다. 미국 조종사들은 외부연료탱크를 버리고 MiG들이 아래를 지나가자 세이버들은 왼쪽으로 돌고 소련 전투기들에게 하강했다. MiG 조종사들이 자신들의 적기가 쉽게 벗어날 수 있는 구형 제트기가 아님을 깨닫자 편대를 해산하고 국경으로 향했다. 힌튼은 선두의 편대원인 야코프 예프로멘코 소령을 따라잡아 1,500발의 0.50 구경 탄을 발사했다. 제트 파이프에서 연기가 뿜어져 나왔고 꼬리 부분은 불길에 휩싸였다. 예프로멘코가 탈출한 후, MiG는 압록강 남쪽 약 10 마일 (16 km) 지점에 추락했다.
12월 22일 아침, 세이버가 MiG-15 조종사에 의해 처음으로 파괴되었다. 로렌스 V. 바흐 대위의 F-86은 미상의 MiG 조종사의 기관포 사격으로 날개 뿌리 부분을 맞았고 바흐는 탈출 후 포로로 잡혔다. 그날 오후, 미국 공군 제4전투요격비행단(4th F-IW) 소속 세이버 8대가 K-14 김포 기지에서 출격하여 고도 30,000 피트 (9,100 m)에서 약 15대의 MiG를 공격하고 일부는 압록강까지 추격하여 손실 없이 6대를 격추했다고 주장했다.

### 1951년~1953년
1951년 1월 1일, 공산군의 공세로 UN군이 김포 지역에서 철수했다. K-14 기지가 점령되었고 제4전투요격비행단은 일본으로 철수했다. 1951년 3월, 제4전투요격비행단 소속의 첫 두 세이버 비행대대가 한반도로 복귀했는데, 이는 대규모 지상 공세에 앞서 북한 서부 상공의 제공권을 확보하기 위한 공산군의 새로운 전력 증강에 맞서기 위한 적시의 복귀였다.
오스트레일리아 정부는 오스트레일리아 왕립 공군 제77편대가 한반도에서 운용하던 무스탕을 대체하기 위해 F-86을 주문하려 했지만, 노스아메리칸은 미국 공군의 재무장을 우선해야 했다. 영국의 글로스터 미티어 F.8만이 유일한 대안이었다. 77비행대대는 1951년 4월 일본에서 미티어로 전환하기 시작했다.
미국 공군 조종사들은 1951년 4월 12일을 "검은 목요일"이라고 불렀는데, 30대의 MiG-15가 약 100대의 F-80과 F-84의 호위를 받던 48대의 B-29 폭격기를 공격했기 때문이다. MiG는 B-29를 공격하고 호위기들로부터 벗어날 만큼 빨랐다. B-29 3대가 격추되고 7대가 더 손상되었지만, 공산군 측에는 사상자가 없었다. 이 사건 이후, 한반도 상공에서의 미국 공군 폭격 임무는 약 3개월 동안 중단되었다. 폭격기 사령관들은 주간 공습을 중단하고 소규모 편대의 야간 임무로 전환해야 했다.
1951년 첫 5개월 동안 제4전투요격비행단은 3,550회 출격하여 22승을 기록했다. F-86 세이버는 MiG에 의해 격추된 적이 없지만, 여러 대가 사고로 손실되었다.
1951년 7월 10일, 개성시에서 조선민주주의인민공화국과 UN 대표들 간의 휴전 회담이 시작되었다. 지상군은 38선에서 사실상 교착 상태에 빠졌지만, 공중에서는 제4전투요격비행단의 두 비행대대만이 전역에서 유일한 세이버를 운용하고 있었다. 일부 정보원들은 제1연합공군이 500대의 MiG를 운용하고 있다고 추정했다.
오스트레일리아 정부는 이전에 한반도에서 지상 공격 부대로 작전했지만, 많은 조종사들이 제2차 세계 대전 전투기 부대 베테랑이었고 글로스터 미티어가 이전의 요격 역할로 돌아갈 수 있을 것으로 예상되었다. 22대의 미티어를 보유한 77비행대대는 7월 말 김포에 있는 미국 공군의 제4전투요격비행단에 배속되었다. 몇 주 동안 MiG-15 조종사들은 미티어의 성능을 면밀히 분석하고 우월한 속도를 사용하여 미티어와의 교전을 피했다. 첫 번째 미티어 사망자는 8월 22일에 발생했는데, 두 대의 항공기가 정찰 임무를 마치고 김포로 돌아오던 중 공중에서 충돌했다.
미티어와 MiG-15 조종사들은 8월 25일에 처음으로 교전했지만 양측 모두 명중시키지 못했다. 나흘 후, 8대의 미티어와 16대의 세이버가 12대의 MiG와 싸웠다. 오스트레일리아 조종사 한 명이 항공기가 격추된 후 탈출했고, 두 번째 미티어는 손상되었다. 다음 주에 미티어 한 대가 MiG와의 공중전에서 심각한 손상을 입었다. 이러한 손실의 결과로, 오스트레일리아 왕립 공군 고위 사령관들은 호위 및 방공 임무에 집중하기로 결정했다.

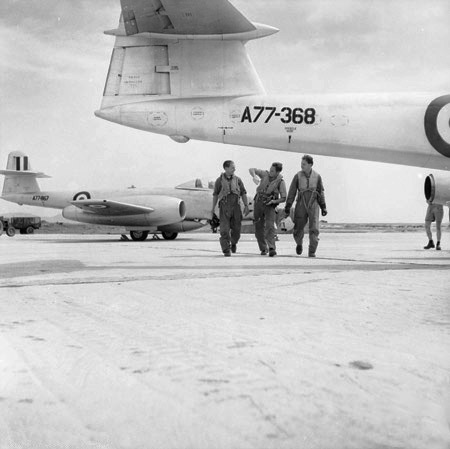
1954년 6월 대한민국 군산에서 오스트레일리아 왕립 공군 제77비행대대 조종사와 그들의 미티어들.

파일럿 R. L. "스모키" 도슨은 1951년 9월 26일 조선민주주의인민공화국 안주시 근처에서 호위 임무 중 MiG에 손상을 입히면서 제77비행대대의 첫 제트 전투 기록을 등록했다. 10월 27일, 레스 리딩 비행 장교는 신안주 상공에서 B-29를 엄호하는 동안 또 다른 MiG에 손상을 입힌 것으로 인정받았고, 이는 나중에 파괴된 것으로 확인되어 비행대대의 첫 MiG "격추"가 되었다. 이 비행대대는 11월 1일에 "매우 훌륭한 공로와 영웅적인 행동"으로 대한민국 대통령 부대 표창을 받았다.
1951년 12월 1일, 순천 상공에서 제176근위전투항공연대(176 GvIAP) 소속의 최소 20대의 소련 조종 MiG가 14대의 미티어 편대를 공격했다. 양측 모두 전투 규모와 상대방에게 입힌 피해를 과대평가한 것으로 보인다. 미티어 3대가 손실된 반면, 소련 조종사들은 미티어 9대를 파괴했다고 주장했다. 오스트레일리아 조종사들은 최소 40대의 MiG 편대에서 MiG 1대를 격추하고 다른 1대를 손상시켰다고 주장했지만, 러시아 자료에 따르면 모든 MiG가 기지로 복귀했으며 당시 176 GvIAP에는 25대 미만의 MiG만이 사용 가능했다고 한다.
제4전투요격비행단의 F-86A와 F-86E는 이제 확실히 전투로 인해 마모되었고, 제51전투요격비행단(51st F-IW)이 수원에서 12월 1일부터 프랜시스 S. "개비" 개브레스키 대령 지휘 아래 작전을 시작할 수 있게 되었다. 그럼에도 불구하고, 제4전투요격비행단은 12월 13일 공중전에서 MiG 13대를 격추했다고 주장했다.
1951년 12월 26일, 오스트레일리아 왕립 공군은 77비행대대를 지상 공격 임무로 재배치했으며, 이는 전쟁이 끝날 때까지 수행할 역할이었다. 조종사들은 계속해서 MiG와 조우했으며, 1952년 5월 4일과 8일에 평양시 지역에서 두 번의 추가 격추를 주장했다.
1952년 8월까지 "MiG 골목" 상공의 전투는 유엔에 유리하게 바뀌었다. 그 달 동안 MiG 63대가 격추되었고 세이버는 9대만 손실되었다. UN 공군의 우월성이 증가한 중요한 이유는 새로운 F-86F 때문이었는데, 이는 6월과 7월에 제51비행대대의 두 비행대대에 지급되었고 9월에는 제4비행대대에도 보급되기 시작했다. 이 세이버 개발형은 추력 5,910 lbf (26,300 N)의 더욱 강력한 J47 엔진과 200-미국-갤런 (760 l; 170 imp gal) 외부연료탱크를 위한 날개 고정 장치(전투 반경을 463 마일 or 745 킬로미터로 증가시킴), 그리고 대부분의 F-86A에 사용된 MkXVIII 자이로 조준기보다 효율적이고 후기 F-86A 및 E에 장착된 다소 신뢰할 수 없는 A1CM 레이더 조준기보다 유지 보수가 쉬운 단순화된 A4 레이더 총기 조준기를 갖추고 있었다.
1952년 10월 2일, 지상 공격 임무를 마치고 돌아오던 중 미티어 한 대가 격추되고 다른 한 대가 MiG에 의해 손상되었다. 제77비행대대는 1953년 3월 27일 평양 남동쪽에서 마지막 MiG를 격추한 것으로 인정받았다.
1953년 1월, 특수 전투기-폭격기 변형인 F-86F-30이 한반도에 도착했는데, 이는 각 날개 아래에 이중 무장 장착대를 갖추고 있었다. 이 세이버는 내부 장착대에 120-미국-갤런 (450 l; 100 imp gal) 외부연료탱크 또는 1,000-파운드 (450 kg) 폭탄을 탑재할 수 있었고, 외부 장착대에는 각각 200-미국-갤런 (760 l; 170 imp gal) 외부연료탱크를 탑재할 수 있었다. 새로운 전투기-폭격기들은 제18전투폭격비행단에 지급되었는데, 여기에는 남아프리카 공군 제2비행대대(이전에는 P-51 부대)가 포함되었다. 2월에는 제8전투폭격비행단이 F-80을 세이버 전투기-폭격기로 교체하기 시작했다.
1953년 7월 27일, 휴전이 발효되었다. 이때 한반도에는 297대의 세이버가 있었고, 추정치에 따르면 950대의 중국-한반도 MiG가 맞서고 있었다. 갈등 기간 동안 F-86 조종사들은 공중전에서 78대의 세이버를 잃고 792대의 MiG를 파괴했다고 주장했는데, 이는 10 대 1이라는 경이로운 격추-손실 비율이었다. 9월에 MiG-15 조종사(그의 항공기와 함께)의 망명으로 미군 조종사들은 그들의 이전 적수를 직접 평가할 수 있게 되었다. 노금석 중위가 9월 21일 김포로 몰고 온 MiG는 후기 MiG-15SD 중 하나였다.
그러나 Dorr, Lake 및 Thompson의 최근 연구는 실제 비율이 2 대 1에 더 가깝다고 주장했다. 소련은 600대 이상의 세이버를 격추했다고 주장했으며, 중국의 주장도 마찬가지였다. 최근 RAND 보고서는 한반도 상공의 F-86 대 MiG-15 전투에 대한 "최근 학술 연구"를 언급하며, F-86의 실제 격추:손실 비율은 전체적으로 1.8 대 1이었고, 소련 조종사들이 조종한 MiG에 대해서는 1.3 대 1에 더 가까웠을 것이라고 결론 내렸다. 그러나 이 비율에는 MiG-15에 의해 격추된 다른 유형의 항공기(B-29, A-26, F-80, F-82, F-84 등) 수는 포함되지 않는다. 전체적으로 미국은 6.25 전쟁 동안 1,986대의 항공기를 잃었는데, 가장 보수적인 추정치에 따르면 이 중 250대가 공중전으로 인한 것이었다.

## 소련의 역할

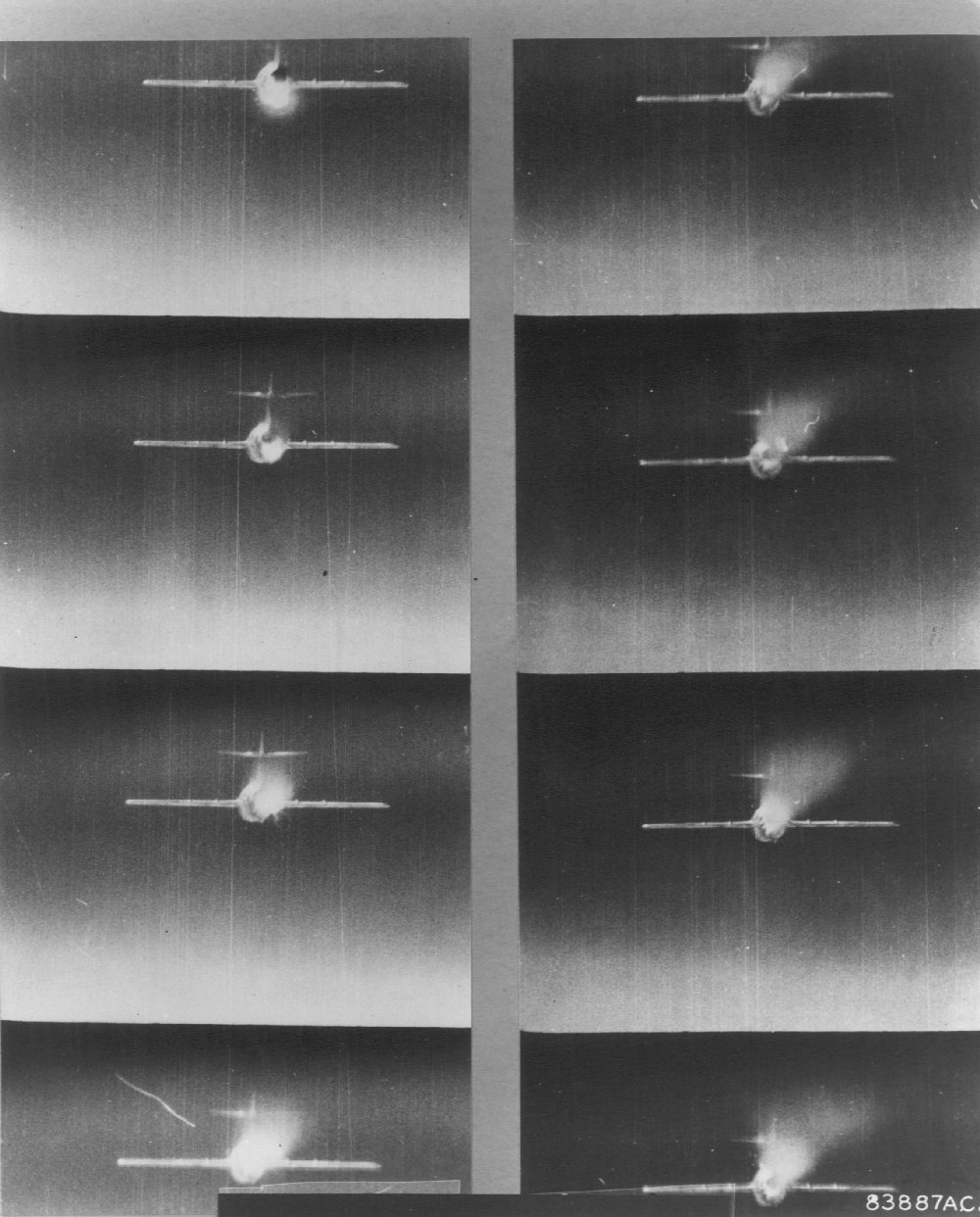
1953년 4월 한반도 상공의 소련 MiG-15를 보여주는 총기 카메라 필름.

버디언스키에 따르면, "1951년 3월 말, 여전히 일본에서 작전 중이던 제1이동무선비행대대 (1st RSM)는 북한 상공에서 작전 중인 소련 MiG 전투기와 러시아 지상 관제사의 음성 통신을 포착했다. 이는 '정보의 횡재'가 되었는데, '소련 교리는 전투 내내 레이더로 아군 및 적군 항공기의 위치를 추적하는 지상 관제소에 의한 전투기들의 엄격한 통제를 요구했다.' 이러한 무선 요격은 레이더 범위를 넘어서는 추가 경고를 제공했다. 서울의 단일 미국 공군 보안 서비스 시설에 집중된 이러한 신호 정보의 돌파구는 러시아 관제사 및 전투기들의 실시간 청취와 그에 따른 미국 조종사들에게 정보 전달을 의미했다. 1952년 6월 지상 관제 트래픽 분석에 따르면 북한 상공에서 공중 작전에 참여한 MiG의 90% 이상이 러시아인에 의해 조종되고 있었다는 결론이 나왔다."
소련은 6.25 전쟁에 자국 공군 승무원들의 참전을 수년간 비밀로 유지했지만, UN군은 이를 널리 의심했다. 소련 항공기에는 조선민주주의인민공화국 또는 중국의 표식이 그려져 있었고, 조종사들은 출신지역을 위장하기 위해 조선민주주의인민공화국 군복이나 민간인 복장을 착용했다. 무선 통신을 위해 그들은 키릴 문자로 음성적으로 표기된 다양한 비행 용어의 일반적인 한국어 단어가 적힌 카드를 받았다.
소련 MiG-15 연대는 만주에 있는 중국 기지에 주둔했는데, 기존 UN 교전 규칙에 따르면 공격할 수 없었다. 많은 소련 연대는 인근 소련 프리모르스키 군관구의 소련 기지에서 예비 훈련을 받았다. 소련 방공군도 압록강을 따라 도착하기 시작하여 레이더 시설, 지상 통제 센터, 탐조등 및 수많은 대공포를 설치하여 중국 비행장에 대한 공격을 저지했다.
UN 조종사들은 MiG의 중국 비행장을 공격하는 데 부과된 제한에 불만을 품었지만, MiG 조종사들 자신이 엄격한 제한 아래 작전했다는 것은 수년 후에야 알려졌다. 소련 조종사들이 한반도에서 싸우고 있다는 인상을 유지하기 위해, 그들은 비공산 통제 지역이나 연합군 전선에서 30 to 50 마일 (50–80 km) 이내에서는 비행이 금지되었다. UN 통제 지역에서 격추된 한 소련 조종사는 포로로 잡히기보다는 권총으로 자살했다. 황해에 낙하산으로 탈출한 다른 조종사는 포로로 잡히는 것을 막기 위해 공중에서 공격당했다. 소련 조종사들은 UN 통제 지역인 황해 상공에서 UN 항공기를 추격하는 것이 허용되지 않았다.
UN은 공산주의 조종사들, 특히 소련 조종사들이 MiG-15를 가지고 대한민국으로 망명하도록 유인하기 위해 물라 작전을 실시했다. 이 작전은 MiG-15의 비행 성능을 분석하고, 소련 조종사들의 사기를 저하시키는 심리적인 목적도 있었다.
냉전이 끝나면서 6.25 전쟁에 대한 소련의 개입은 참전 조종사들이 자신들의 역할을 밝히면서 널리 인정받게 되었다.

## 여파
MiG 골목 전투는 많은 에이스를 배출했다. 최고의 에이스는 러시아인이었다. 니콜라이 수티야긴은 7개월도 안 되는 기간 동안 F-86 9대, F-84 1대, 글로스터 미티어 1대를 포함하여 21대를 격추했다고 주장했다. 그의 첫 격추는 1951년 6월 19일 로버트 H. 레이어의 F-86A였고 (미국은 행방불명으로 기록), 마지막은 1952년 1월 11일 F-86E를 조종하던 틸 M. 리브스를 격추하여 사망시켰을 때였다 (리브스 또한 행방불명으로 기록). 다른 유명한 소련 에이스로는 19대를 격추한 것으로 알려진 예브게니 G. 페펠랴예프와 두 번이나 격추되었음에도 불구하고 17대를 격추한 레프 키릴로비치 슈추킨이 있다.
전쟁 최고 UN 에이스인 조지프 C. 매코널 대위는 하루에 3대를 포함하여 MiG 16대를 격추했다고 주장했다. 그의 이야기는 앨런 래드와 준 앨리슨이 주연한 영화 더 매코널 스토리에 실렸다.
두 번째로 높은 점수를 기록한 UN 에이스인 제임스 재바라 소령은 최초의 UN 제트 대 제트 에이스였다. 또 다른 에이스인 프레더릭 C. 블레스는 그의 F-86 세이버로 9대의 MiG-15를 격추했다고 주장했으며 나중에 오늘날에도 연구되는 공중전 교범인 "No Guts, No Glory"를 저술했다. 제임스 P. 해거스트롬은 8.5대를 격추했다고 주장했다. 조지 앤드루 데이비스 주니어는 12대의 MiG-15에 맞서 F-86 2대로 구성된 자신의 편대를 이끌다 전사한 후, 새로운 미국 공군 최초의 명예훈장 수훈자 중 한 명이 되었다.
새롭게 창설된 중국 인민해방군 공군에서도 에이스가 탄생했다. 그중에는 중국 조종사 최초로 에이스 지위를 획득한 자오바오퉁도 있었다.
30명 이상의 세이버 조종사가 적진에서 격추된 것으로 알려져 있으며, 그들의 운명은 아직 명확하게 확립되지 않았다. 휴전 후 포로가 되었다가 송환된 생존 조종사들은 한반도인, 러시아인, 중국인에게 심문받았다고 증언했다. 1953년 6.25 전쟁이 끝난 후에도 수년 동안 조종사들이 소련에 억류되어 있다는 소문이 계속되었다.
MiG 골목에서의 전투를 기반으로 한 여러 컴퓨터 비디오 게임이 제작되었으며, 그 중에는 1983년 마이크로프로스에서 출시한 미그 앨리 에이스도 있다.

## 같이 보기
- 북한 폭격
- 6.25 전쟁의 공중전
- 한국 전쟁 비행 에이스 목록
- 미그 앨리 (비디오 게임) – MiG 골목의 공중전을 기반으로 한 비행 시뮬레이션 컴퓨터 게임